# Guy A. Lepage
Guy A. Lepage (Montréal, 30 de agosto de 1960) é um apresentador, ator, comediante, roteirista, diretor e produtor canadense. É mais conhecido por apresentar a versão quebecois do programa Tout le monde en parole, ser integrante do grupo de comédia Rock et Belles Oreilles e pela série quebecois Un gars, une fille, da qual é o criador e cujo conceito foi exportado internacionalmente; especialmente na sua versão francesa.

## Biografia

### Vida pregressa
Guy Antoine Lepage nasceu em Montréal, na província francófona do Québec, no Canadá. Frequentou a escola secundária Antoine-de-Saint-Exupéry em sua cidade natal. Tornou-se uma figura importante do entretenimento no Quebec ao participar do grupo humorístico Rock et Belles Oreilles (RBO), que estreou na rádio estudantil da UQAM, da qual recebeu o diploma em comunicação em 1983.

### Carreira
De 1997 a 2003, trabalhou na criação de esquetes para a série de televisão Uns gars, une fille, enquanto desempenhava o papel masculino principal. Quando esta série obteve um sucesso popular significativo, ele se concentrou na produção, continuando a desempenhar o papel masculino principal na série. Em 2014, no MIPTV, The Wit (organização que coleta dados de inúmeras empresas do setor televisivo) coroa a série com o título de melhor formato de ficção da história da televisão internacional.
Desde 2004, ele é o apresentador do programa Tout le monde en parole, uma versão quebequense do programa francês apresentado por Thierry Ardisson . Ele também participa da redação do roteiro e coproduz o espetáculo. Ele ganhou doze prêmios Gemini graças ao seu envolvimento neste show há vinte anos. Em setembro de 2023, inicia a vigésima temporada deste Talkshow que ainda faz sucesso, tantos anos depois. Em 2010, ele atuou ao lado de Rachid Badouri na comédia L'Appât. Este filme arrecadou mais de US $ 5 milhões de bilheteria.

### Família
Lepage foi casado com a diretora da Escola Nacional de Humor, Louise Richer, de 1985 a 2005. Juntos, eles têm um filho, Théo, nascido em outubro de 1991. Casou-se com Mélanie Campeau em 16 de junho de 2018, que deu à luz sua filha, Béatrice, em fevereiro de 2010 e seu filho, Thomas, em agosto de 2014. É ateu.